# Trasporti in Lombardia

Posizione della regione

I trasporti in Lombardia consistono di un sistema infrastrutturale suddiviso in linee ferroviarie, aeroportuali, autostradali, stradali, fluviali e lacustri.

## Il sistema ferroviario

### Rete ferroviaria
La rete ferroviaria della Lombardia conta 1869 km di binari e circa 400 stazioni di cui 95 fungono da interscambio. Su di essa attualmente circolano 1500 treni al giorno, i quali trasportano circa 559.000 passeggeri, percorrendo quasi 27 milioni di chilometri all'anno.
Come nel resto del paese, le linee ferroviarie lombarde si suddividono in due tipologie: le linee di proprietà statale e quelle di proprietà regionale, queste ultime un tempo definite concesse in quanto gestite da società private in regime di concessione.

#### Rete statale
Le ferrovie statali sono gestite da RFI, società del gruppo Ferrovie dello Stato, competente per quanto riguarda la manutenzione e la sicurezza degli impianti, la vendita delle tracce di circolazione e l'esercizio delle stazioni ferroviarie afferenti alle linee. Per quanto riguarda le ferrovie ubicate sul territorio della regione, esse appartengono al compartimento di Milano.
Le linee ferroviarie fondamentali sono:
- Domodossola-Milano;
- Luino-Milano;
- Chiasso-Milano;
- Linea di cintura di Milano;
- Milano-Bologna;
- Milano-Venezia;
- Milano-Genova;
- Torino-Milano;
- Passante ferroviario di Milano;
- Pavia-Stradella.

Quelle complementari, invece, sono:
- Alessandria-Piacenza;
- Alessandria-Pavia[2];
- Brescia-Cremona;
- Brescia-Parma;
- Como-Lecco;
- Cremona-Fidenza;
- Lecco-Brescia;
- Lecco-Milano;
- Luino-Oleggio;
- Milano-Bergamo;
- Milano-Mortara;
- Monza-Molteno-Lecco;
- Palazzolo-Paratico/Sarnico[3]
- Pavia-Cremona;
- Piacenza-Cremona;
- Seregno-Bergamo;
- Tirano-Lecco;
- Treviglio-Cremona;
- Vercelli-Pavia[2];
- Verona-Mantova-Modena[4]

La tratta da Pino a Luino della Cadenazzo-Luino è gestita dalle Ferrovie Federali Svizzere e possiede sistemi di segnalamento e protezione differenti dal resto della rete.

#### Rete regionale
Le ferrovie regionali sono in gestione a Ferrovienord e sono le strade ferrate un tempo in concessione alle Ferrovie Nord Milano (ora holding proprietaria di FN):
- Brescia-Iseo-Edolo;
- Milano-Saronno;
- Milano-Asso;
- Rovato-Bornato;
- Saronno-Como;
- Saronno-Laveno;
- Saronno-Novara;
- Saronno–Seregno.
- Malpensa Express

Nel mantovano, si trovano due linee ferroviarie di proprietà dell'Emilia-Romagna, la Parma-Suzzara e la Suzzara-Ferrara, entrambe gestite da Ferrovie Emilia Romagna.

### I servizi
I servizi ferroviari di trasporto pubblico rientrano in quattro tipologie:
- trasporto internazionale, effettuato sia da Trenitalia in collaborazione con ferrovie estere sia da altre aziende, quali la SNCF Voyages Italia con lo scopo di connettere grandi città internazionali. Dalla stazione di Milano Centrale partono EuroCity della compagnia Trenitalia France con destinazione Nizza e Marsiglia.
- trasporto a lunga percorrenza, effettuato da Trenitalia con convogli di tipo InterCity (Italia), EuroCity, Frecciabianca, Frecciargento e Frecciarossa allo scopo di connettere le grandi città fra loro;
- trasporto regionale, svolto da diverse società sulla base di contratti di servizio stipulati con la regione che ne sovvenziona in parte i costi e determina le tariffe;
- servizio suburbano: si tratta di un sottoinsieme del trasporto regionale il quale intende garantire delle corse cadenzate fra Milano, i centri della sua area metropolitana e altre importanti città vicine come Saronno, Mariano Comense, Varese, Novara, Treviglio, Lodi e Lecco.

I servizi regionali e quelli suburbani sono svolti da Trenord sia sulle linee statali sia su quelle regionali. Per la S5 fu indetta una gara d'appalto che ne assegnò l'esercizio ad un'Associazione Temporanea d'Imprese (ATI) comprendente Trenitalia, LeNord e ATM, che subentrò a Trenitalia il 1º luglio 2008. Nel maggio 2011, con la fusione tra la Divisione Regionale Passeggeri di Trenitalia e LeNord, l'ATI è ora composta da Trenord e da ATM.
La rete suburbana, quella regionale e la rete della metropolitana di Milano formano il sistema del trasporto su ferro dell'area metropolitana milanese. Le diverse reti di trasporto sono ben distinte e sono riconoscibili all'esterno delle stazioni e delle varie fermate grazie a specifici cartelli luminosi che indicano M, S o R, facilitando così notevolmente l'interscambio fra i sistemi.
All'interno dei confini comunali di Milano si viaggia con biglietto a tariffa urbana su tutta la rete: ferroviaria, metropolitana e di superficie. Inoltre, per i servizi regionali e a lunga percorrenza Milano stessa è un nodo tariffario.

## Il sistema aeroportuale
Il servizio aeroportuale della Lombardia è formato da quattro aeroporti principali che gestiscono ogni anno un traffico che supera i 30 milioni di passeggeri e rappresentano il sistema aeroportuale più importante d'Italia:
- L'hub intercontinentale di Aeroporto di Milano-Malpensa (MXP), situato nella provincia di Varese e collegato al centro di Milano con il servizio ferroviario Malpensa Express e con diverse linee di bus.
- L'Aeroporto di Milano-Linate (LIN) che ospita esclusivamente il traffico nazionale, europeo e low-cost, si trova ad est di Milano.
- L'aeroporto di Bergamo-Orio al Serio (BGY) che è utilizzato principalmente per voli low-cost, charter e cargo.
- L'Aeroporto di Brescia-Montichiari (VBS) che è impiegato in maniera preminente per voli postali e cargo, ma accoglie anche voli di linea nazionali e internazionali per passeggeri.[6][7]

## Il sistema stradale e autostradale
La rete viaria della Lombardia consta di ben 70.000 km di strade: 560 km sono autostrade, 900 km sono classificate come strade statali, circa 11.000 sono strade provinciali e ben 58.000 km sono strade comunali, delle quali un terzo di tipo extraurbano.

### Il sistema autostradale
Le autostrade che attraversano il territorio lombardo sono le seguenti:
- A1 o Autostrada del Sole congiunge Milano con Napoli via Bologna, Firenze, Roma.
- A4 o Serenissima congiunge Torino con Trieste via Milano, Bergamo e Brescia attraversando tutta la pianura padana (nel tratto lombardo non vi è neanche una galleria). È una delle autostrade italiane più vecchie, il tratto tra Milano e Bergamo venne inaugurato nel 1927. Nel 2007, in occasione di 80 anni di funzionamento, è stata inaugurata la quarta corsia da Milano Est a Bergamo.
- A7 o Milano Serravalle congiunge Milano a Genova via Pavia e Voghera.
- Autostrada dei Laghi il tratto tra Milano e Varese fu il primo tratto di autostrada costruito al mondo e venne inaugurato nel 1924. Si divide in:
  - A8 parte da Milano a quattro corsie e a Lainate prosegue a tre corsie per Gallarate e da qui a due corsie per Varese (A8) e per Genova / Gravellona Toce (A8/A26).
  - A9 parte da Lainate e prosegue a tre corsie per Como e da qui a due corsie per Ponte Chiasso e la Svizzera.
- A21 o Autostrada dei vini congiunge Torino con Brescia via Voghera e Cremona.
- A22 o Autostrada del Brennero congiunge Modena col passo del Brennero via Mantova.
- Sistema tangenziale di Milano
  - A50 - Tangenziale Ovest di Milano
  - A51 - Tangenziale Est di Milano
  - A52 - Tangenziale Nord di Milano
  - A58 - Tangenziale Est Esterna di Milano
- Sistema tangenziale di Varese
  - A60 - Tangenziale Sud di Varese
- A35 che congiunge Brescia a Milano senza passare per la città di Bergamo, alleggerendo il carico di autoveicoli lungo il medesimo tratto dell'A4.
- A54 tangenziale di Pavia, con annessa A53, raccordo autostradale che congiunge l'autostrada A7 con la tangenziale di Pavia.

In progetto ci sono altre autostrade:
- Autostrada Pedemontana Lombarda:
  - Asse principale est-ovest A36: Collegherà la provincia di Varese (A8) con la provincia di Bergamo (A4), attraversando la provincia di Como (A9), la Brianza e la provincia di Milano (A51) evitando il nodo di Milano.
  - Completamento del sistema tangenziale di Varese: il tronco Nord dell'A60 (Tangenziale Nord di Varese) collegherà la Tangenziale Est di Varese presso la Folla di Malnate sino al Valico svizzero del Gaggiolo;
  - Realizzazione della tangenziale di Como A59 che, collegando l'A9, la SP n. 35 "Cantù-Como" e la ex SS n. 342 "Briantea" in comune di Albese con Cassano, costituisce la connessione diretta al sistema autostradale dei territori dell'Erbese e della Valassina;

### Il sistema stradale
| Strade statali |
| --- |
| - Strada statale 9 Via Emilia - Strada statale 10 Padana Inferiore - Strada statale 11 Padana Superiore - Strada statale 12 dell'Abetone e del Brennero - Strada statale 33 del Sempione - Strada statale 35 dei Giovi - Strada statale 36 del Lago di Como e dello Spluga - Strada statale 37 del Maloja - Strada statale 38 dello Stelvio - Strada statale 39 del Passo di Aprica - Strada statale 42 del Tonale e della Mendola - Strada statale 45 bis Gardesana Occidentale - Strada statale 45 bis/dir del Vittoriale - Strada statale 62 della Cisa - Strada statale 211 della Lomellina - Strada statale 233 Varesina - Strada statale 234 Codognese - Strada statale 235 di Orzinuovi - Strada statale 236 Goitese - Strada statale 236 bis Goitese - Strada statale 237 del Caffaro - Strada statale 249 Gardesana Orientale - Strada statale 294 della Val di Scalve - Strada statale 300 del Passo di Gavia - Strada statale 301 del Foscagno - Strada statale 336 dell'Aeroporto della Malpensa - Strada statale 340 Regina - Strada statale 341 Gallaratese - Strada statale 342 Briantea - Strada statale 343 Asolana - Strada statale 344 di Porto Ceresio - Strada statale 345 delle Tre Valli - Strada statale 358 di Castelnovo - Strada statale 394 del Verbano Orientale - Strada statale 402 Valeriana - Strada statale 404 di Val Masino - Strada statale 405 di Val Gerola - Strada statale 412 della Val Tidone - Strada statale 413 Romana - Strada statale 415 Paullese - Strada statale 420 Sabbionetana - Strada statale 461 del Passo del Penice - Strada statale 469 Sebina Occidentale - Strada statale 470 della Valle Brembana - Strada statale 470 dir della Valle Brembana - Strada statale 472 Bergamina - Strada statale 482 Alto Polesana - Strada statale 494 Vigevanese - Strada statale 496 Virgiliana - Strada statale 498 Soncinese - Strada statale 510 Sebina Orientale - Strada statale 525 del Brembo - Strada statale 526 dell'Esticino - Strada statale 527 Bustese - Strada statale 550 di Villa di Tirano - Strada statale 567 del Benaco - Strada statale 572 di Salò - Strada statale 573 l'Ogliese - Strada statale 583 Lariana - Strada statale 591 Cremasca - Strada statale 596 dei Cairoli - Strada statale 617 Bronese - Strada statale 629 del Lago di Monate - Strada statale 639 dei Laghi di Pusiano e di Garlate - Strada statale 668 Lenese - Strada statale 669 del Passo di Crocedomini - Strada statale 671 della Val Seriana |

## Il sistema di navigazione
Pur non essendo bagnata dal mare, la Lombardia ha un suo importante (ma molto spesso sconosciuto) sistema di navigazione grazie alla presenza di grandi laghi e fiumi. Conta più di 1000 km di coste navigabili, più di 200 porti turistici, 8,5 milioni di passeggeri e 700.000 veicoli traghettati all'anno, 5 porti e banchine commerciali con più di un milione di tonnellate di merci trattate annualmente.

### Fluviale
- Sistema idroviario Locarno-Venezia[8]
- Sistema idroviario mantovano

I principali porti lombardi sono Cremona e Mantova
- Sistema dei navigli lombardi
  - Naviglio di Bereguardo
  - Naviglio Grande
  - Naviglio Pavese
  - Naviglio della Martesana
  - Naviglio di Paderno

### Lacuale
La navigazione pubblica in Lombardia è presente nei seguenti laghi:
- Lago Maggiore
- Lago di Lugano (per opera della Svizzera)
- Lago di Como
- Lago di Iseo
- Lago d'Idro (periodo estivo)
- Lago di Garda